# Enumeratio Methodica Plantarum
Enumeratio Methodica Plantarum (abreviado Enum.) es un libro con descripciones botánicas que fue escrito por el médico, profesor y botánico alemán Philipp Conrad Fabricius. Fue publicado en el año 1759 con el nombre de Enumeratio methodica plantarum horti medici Helmstadiensis, secundum Linnei et Heidteri systema digesta stirpium rariorum vel nondum satis extricatarum descriptione subiuncta. 3ª Ed., auctior posthuma. Microfilmado. Helmstadii : [Drucker:] Kühnlin, 1776 